# Cronica lui Macarie
Cronica lui Macarie este o cronică istorică a Moldovei scrisă de către episcopul și învățatul Macarie, care prezintă perioada anilor 1504-1551 din istoria Țării Moldovei.

## Componență și scurt rezumat
Episcopul Macarie este cunoscut ca fiind autorul unei Cronici în limba slavonă, în două variante: prima expune faptele petrecute de la moartea lui Ștefan cel Mare (1504) până la 1541, iar a doua de la 1541 la 1551. Figura centrală a Cronicii este Petru Rareș. 
Scopul declarat al lui Macarie era de „a duce mai departe șirul povestirii și a-l aduce la domniile vremurilor noastre, nu ca să ne fălim cu umflături retorice, ci ca să împlinim domneștile porunci ale strălucitului și pentru dușmanii săi înfricoșatului Petru voievod… ” și pentru „a nu lăsa ca faptele întâmplate în vremurile și domniile trecute să fie acoperite de mormântul uitării, ci a le reda istoriei”.
Cronica lui Macarie este o cronică literară, în care folosește un stil retoric, cu figuri poetice și cu tendințe vădit moralizatoare și religioase, pentru a glorifica personalitatea lui Petru Rareș, ale cărui calități sunt exagerate. Cronica se termină cu anul 1541, odată cu revenirea pe tron pentru a doua oară a lui Petru Rareș. Istoricul Ioan Bogdan (1864-1919) a descoperit și o altă versiune a Cronicii lui Macarie într-un codice miscelaneu din secolul al XVII-lea din Biblioteca Imperială din Petersburg, versiune care este intercalată în Cronica lui Azarie.
Cea de-a doua variantă cuprinde a doua domnie a lui Petru Rareș și se termină în anul 1551. Printre evenimentele povestite menționăm expediția lui Petru Rareș contra voievodului Ardealului, Ștefan Mailat, și grija lui pentru biserică, precum și moartea lui si domnia urmașilor săi până în anul 1551. Stilul acestei versiuni este asemănătoare cu cea din prima versiune.